# Njie
Njie ist ein gebräuchlicher gambischer Familienname. Es treten auch die Schreibweisen N’jie oder N’Jie auf.

## Namensträger

### A
- Abdou Njie (* 1992), gambischer Fußballspieler
- Abdou A. B. Njie, gambischer Ökonom, Politiker und Bankmanager
- Abdoulie A. N’Jie (Abdoulie Alieu N’Jie), gambischer Politiker (PPP)
- Abdoulie K. N’Jie, gambischer Politiker (PPP)
- Adama Njie (* 1978), gambische Leichtathletin
- Ahmad Malick Njie, gambischer Politiker
- Alieu Njie (Beamter), gambischer Ministerialbeamter
- Alieu Njie (Fußballspieler) (* 2005), schwedischer Fußballspieler
- Alieu Badara N’Jie (1904–1982), gambischer Politiker
- Alieu Momar Njie (auch Alieu Momar Njai; * 1934), gambischer Beamter
- Allen Njie (* 1999), liberianischer Fußballspieler
- Amat Njie (* 1992), gambischer Fußballspieler
- Anna Njie, gambische Juristin

### B
- Baba Njie (* 1969), gambischer Leichtathlet
- Bakary Njie (Politiker), gambischer Politiker (UDP)
- Bakary Njie (Fußballspieler) (*  1995), gambischer Fußballspieler
- Bakary K. Njie (* 1945), gambischer Informationswissenschaftler, Manager und Politiker
- Barra Njie (* 2001), schwedischer Basketballspieler

### C
- Clinton N’Jie (* 1993), kamerunischer Fußballspieler

### E
- Ebrima D. N’Jie (1910–1970), gambischer Politiker

### F
- Fatou Mass Jobe-Njie, gambische Politikerin
- Fatou Njie-Jallow, gambische Ombudsperson
- Fatoumatta Njie-Batchilly (* 1970), gambische Politikerin, siehe Fatoumatta Njai
- Faye Njie (* 1993), finnisch-gambischer Judoka

### H
- Haddy Dandeh Jabbie (auch Haddy Dandeh-Njie), gambische Juristin und Frauenrechtsaktivistin
- Haddy N’jie (* 1979), gambisch-norwegische Sängerin, Songwriterin, Journalistin und Fernsehmoderatorin

### I
- Isatou Njie Saidy (* 1952), gambischer Politiker

### J
- Janet Sallah-Njie, gambische Juristin und Menschenrechtsaktivistin

### K
- Khadija Njie Sanusi, gambische Sportfunktionärin

### L
- Lisa Aisato N’jie Solberg (* 1981), norwegische Illustratorin, Autorin und Malerin, siehe Lisa Aisato
- Louise N’Jie (1922–2014), gambische Politikerin

### M
- Malick Njie, gambischer Mediziner und Politiker
- Mam Sai Njie Sanneh (* 1965), gambische Politikerin
- Mambury Njie (* 1962), gambischer Politiker
- Marie Samuel Njie, gambische Sängerin
- Menata Njie, gambische Politikerin
- Momar Njie (* 1975), gambischer Fußballspieler
- Momodou Njie (1948–2020), gambischer Fußballspieler
- Momodou Baboucar Njie (1929–2009), gambischer Politiker
- Momodou E. Njie († 2020), gambischer Imam und Diplomat
- Mustapha Njie (Unternehmer) (* 1957), gambischer Unternehmer
- Mustapha Njie (Fußballspieler) (* 1996), gambischer Fußballspieler

### N
- Nancy Njie (* 1965), gambische Politikerin
- Ndey Njie, gambische Politikerin
- Ndondi S. Z. Njie (1935–2011), gambischer Pädagoge und Beamter
- Nogoi Njie (1965–2023), gambische Politikerin und Folteropfer

### O
- Omar Njie († 2002), gambischer Politiker
- Ousman Njie, gambischer Politiker

### P
- Pierre Sarr N’Jie (1909–1993), gambischer Politiker

### R
- Rahman Njie (* 1973), gambischer Fußballspieler

### S
- Sally Njie (Bibliothekarin) (1932–2020), gambische Bibliothekarin
- Ya Sally Njie Colley (* 1989), gambische Moderatorin und Unternehmerin
- Seedy Njie (Fußballspieler) (Seedy Ishmail Njie; * 1994), englischer Fußballspieler
- Seedy S. K. Njie (auch Sidi Njie), gambischer Politiker (APRC)
- Serign Modou Njie (* 1970), gambischer General, Diplomat und Politiker
- Sheikh Omar Njie, gambischer Politiker
- Sheriff Njie (* 1984), gambischer Fußballschiedsrichter
- Sirra Wally Ndow-Njie, gambische Politikerin
- Solomon Njie (* 1999), schwedischer Schauspieler und Fußballspieler

### T
- Tijan Njie (* 1991), deutscher Schauspieler und Tänzer

### W
- Wandeh Njie († 2024), gambischer Fußballspieler

### Y
- Yusupha Njie (* 1994), gambischer Fußballspieler